# NGC 4849
NGC 4849 est une vaste galaxie lenticulaire située dans la constellation de la Chevelure de Bérénice. Sa vitesse par rapport au fond diffus cosmologique est de 6 169 ± 19 km/s, ce qui correspond à une distance de Hubble de 91,0 ± 6,4 Mpc (∼297 millions d'al). NGC 4849 a été découverte par l'astronome prussien Heinrich Louis d'Arrest en 1867. Cette galaxie a aussi été observée par l'astronome français Stéphane Javelle le 12 juin 1895 et elle a été inscrite à l'Index Catalogue sous la cote IC 3935.
À ce jour, deux mesures non basées sur le décalage vers le rouge (redshift) donnent une distance de 110,000 ± 7,071 Mpc (∼359 millions d'al), ce qui est à l'extérieur des valeurs de la distance de Hubble. Notons que c'est avec la valeur moyenne des mesures indépendantes, lorsqu'elles existent, que la base de données NASA/IPAC calcule le diamètre d'une galaxie et qu'en conséquence le diamètre de NGC 4849 pourrait être d'environ 45,0 kpc (∼147 000 al) si on utilisait la distance de Hubble pour le calculer.